# Molophilus paulus
Molophilus paulus är en tvåvingeart som beskrevs av Ernst Evald Bergroth 1888. Molophilus paulus ingår i släktet Molophilus och familjen småharkrankar. Inga underarter finns listade i Catalogue of Life.